# 倉橋羊村
倉橋 羊村（くらはし ようそん、1931年〈昭和9年〉4月28日 - 2020年〈令和2年〉2月11日）は、日本の俳人。俳誌「波」主宰。本名は倉橋 裕（くらはし ゆたか）。

## 略歴
神奈川県横浜市に生まれる。戦時中の1945年、厚木市へ縁故疎開し神奈川一中（現神奈川県立希望ヶ丘高等学校）から厚木中学（現神奈川県立厚木高等学校）に転入、学徒動員を受ける。青山学院大学経済学部卒業。1952年、水原秋桜子に師事し、1954年には俳誌「馬酔木」の雑詠欄「馬酔木集」の巻頭を飾るなど主力として活躍し、青の会賞を受賞する。1964年には「鷹」を創刊した藤田湘子にしたがい編集長として参加するも、後に退会。1989年、青木泰夫より「波」主宰を継承。
2003年、句集『有時』にて第21回日本文芸大賞を受賞、2006年、第2回日本詩歌句大賞受賞。南日本新聞俳壇選者、現代俳句協会幹事長・同顧問、日本ペンクラブ監事、日本現代詩歌文学館振興会副会長、国際俳句交流協会副会長、日本文芸家協会会員。
2020年2月11日、川崎市内の高齢者施設で脳梗塞のため死去。88歳没。

## 作風
師と仰いだ秋桜子に倣い、俳句は総合芸術との見地に立って、幅広く文芸、絵画など日本伝統の美を吸収しつつ、抒情性を深めた句が特徴である。また、作品に光と影を捉え、そこに自己を投影した作品に特色がある。

## 著書

### 句集
- 『渾身』　牧羊社、1991年
- 『愛語』　花神社、1996年
- 『有時』　本阿弥書店、2001年
- 『打坐』　角川書店、2005年

### 評論・エッセイ
- 『水原秋櫻子』　角川書店、1987年
- 『秋櫻子とその時代』　講談社、1989年
- 『道元』　講談社、1990年
- 『俳壇百人（上・下）』　牧羊社、1993年
- 『俳句を味わう』　飯塚書店、1995年
- 『俳句添削入門』　飯塚書店、1995年
- 『俳句こそわが文学・水原秋櫻子』　安楽城出版、1996年
- 『人間虚子』　新潮社、1997年
- 『愛・俳句創作百科』　飯塚書店、1997年
- 『禅僧山頭火』　沖積舎、1997年
- 『私説現代俳人像上・下』　東京四季出版、1998年
- 『魅力ある文人たち』　沖積舎、1998年
- 『師弟炎炎』　本阿弥書店、1999年
- 『俳句実作辞典』　東京堂出版、2000年
- 『道元の跫音』　北溟社、2004年
- 『季語を味わう』　飯塚書店、2006年
- 『水原秋櫻子に聞く』　本阿弥書店、2007年
- 『おはよう俳句』　北溟社〈詩歌句新書〉、2007年
- 『道元の心 俳句の心』　朝日新聞社、2008年

### その他
- 『自解100句選・倉橋羊村集Ⅰ』　牧羊社、1987年
- 『無念でごわす』　蝸牛社、1999年
- 『自解100句選・倉橋羊村集Ⅱ』　牧羊新社、2002年